# Slavko Osterc
Slavko Osterc (17 juin 1895 - 23 mai 1941) est un compositeur austro-hongrois puis yougoslave d'origine slovène né à Veržej.
Après des études auprès d'Emerik Beran, un élève de Leoš Janáček, Slavko Osterc fréquente le Conservatoire de Prague de 1925 à 1927. Parmi ses professeurs, on retrouve Karel Boleslav Jirák, Vítězslav Novák et Alois Hába. Ce dernier l'initie à la composition en micro-intervalles et plus généralement aux techniques d'écriture contemporaines. Sous son influence, Osterc se distancie assez vite du courant post-romantique et se tourne vers les travaux d’Igor Stravinsky, Arthur Honegger, Béla Bartók, Arnold Schönberg et Paul Hindemith.
Il quitte cet établissement et devient professeur au Conservatoire de Ljubljana. Dans cette ville, il s'imposera comme chef de file de la vie musicale slovène.

## Liste des compositions
Cette liste est incomplète.
- Musique pour orchestre
  - Bagatelles, 1922
  - Symphonie [Idéaux], 1922
  - Suite, 1929
  - Quatre pièces, 1929
  - Concerto pour orchestre, 1932
  - Ouverture classique, 1933
  - Concerto pour piano et instruments à vent, 1933
  - Passacaille et Choral, 1934
  - Danses, 1935
  - Mouvements symphoniques, 1936
  - Quatre pièces symphoniques, 1938-9
  - Mati [Mère], poème symphonique, 1940
- Musique de chambre
  - Quatuor à cordes n°1, 1927
  - Quatre caricatures, 1927
  - Concerto pour violon et 7 instruments, 1927-8
  - Silhouettes pour quatuor à cordes, 1928
  - Suite pour 8 instruments, 1928
  - Concerto, quintette pour piano, 1929
  - Sonatine pour deux clarinettes, 1929
  - Suite, pour violon et piano, 1932
  - Quintette à vent, 1932
  - Quatuor à cordes n°2, 1934
  - Trio pour flûte, clarinette et basson, 1934
  - Sonate pour saxophone-alto et piano, 1935
  - Nonette, 1937
  - Sonate pour violoncelle et piano, 1941
- Musique pour piano
  - Arabesques, 1934
  - Toccata, 1934
  - Aphorismes, 1935
  - Quatre miniatures, 1938
  - Trois esquisses, 1939
  - Fantaisie chromatique, 1940
  - Six petits morceaux, 1940
  - Petites variations, 1940
- Opéras
  - Krst pri Savici [Baptême à Savica] (drame musical, d'après France Prešeren), 1921
  - Krog s kredo [Le Cercle de craie] (opéra minute-parodie, Milan Skrbinšek, d'après Klabund), 1930
  - Saloma [Salome] (Osterc), 1930
  - Medea (Osterc, d'après Euripide), 1930
  - Dandin v vicah [Dandin au purgatoire] (opéra grotesque, d'après Molière et Hans Sachs), 1930
- Ballets
  - Iz Satanovega dnevnika [Du journal de Satan] (Osterc), 1924
  - Maska rdeče smrti [Le masque de la mort rouge] (ballet pantomime, d'après Edgar Allan Poe), 1930
  - Illuzijez [Illusions] (ballet pantomime, Osterc), 1933–41